# دهستان حومه (ابهر)
دهستان حومه نام دهستانی در بخش مرکزی شهرستان ابهر، استان زنجان در ایران است. براساس سرشماری مرکز آمار ایران در سال ۱۳۸۵، جمعیت آن ۱۲۵۴۳ نفر (۳۲۵۹ خانوار) بوده‌است.